# Virginia Slims of Oklahoma City
Il Virginia Slims of Oklahoma City è stato un torneo femminile di tennis che si disputava a Oklahoma City negli USA su campi in cemento indoor.

## Albo d'oro

### Singolare
| Anno | Campionessa      | Finalista          | Punteggio     |
| ---- | ---------------- | ------------------ | ------------- |
| 1971 | Billie Jean King | Rosie Casals       | 1-6, 7-6, 6-4 |
| 1972 | Rosie Casals     | Valerie Ziegenfuss | 6-4, 6-1      |

### Doppio
| Anno | Campionesse                   | Finalista                         | Punteggio     |
| ---- | ----------------------------- | --------------------------------- | ------------- |
| 1971 | Rosie Casals Billie Jean King | Mary-Ann Eisel Valerie Ziegenfuss | 6-7, 6-0, 7-5 |
| 1972 | Rosie Casals Billie Jean King | Judy Tegart Françoise Dürr        | 6-7, 7-6, 6-2 |